# Stenotarsus callistus
Stenotarsus callistus es una especie de coleóptero de la familia Endomychidae.

## Distribución geográfica
Habita en Papúa Nueva Guinea.